# Баянцогт
Баянцогт (монг. Баянцогт) — сомон аймаку Туве, Монголія. Територія 1,5 тис. км², населення 4,2 тис. Центр — селище Дунд Урт розташоване на відстані 134 км від м. Зуунмод та 91 км від Улан-Батора. Клімат різкоконтинентальний.

## Економіка
Населення займається землеробством, сіють кормові культури та овочі.

## Соціальна сфера
Є школа, лікарня, культурний і торговельно-обслуговуючий центри.